# Pelmatops fukienensis
Pelmatops fukienensis är en tvåvingeart som beskrevs av Zia och Chen 1954. Pelmatops fukienensis ingår i släktet Pelmatops och familjen borrflugor. Inga underarter finns listade i Catalogue of Life.